# 香港 (合輯)
《香港結他比賽冠軍精英輯》是黑鳥樂隊主音郭達年的《結他雜誌》於1983年舉辦「Guitar Players Festival 結他大賽」（又名「山葉結他比賽」）後，集合五個優勝組合推出的黑膠唱片合輯，主要訴說香港音樂人徘徊於商業和藝術的分裂。
這次結他比賽對香港搖滾樂壇影響深遠，各參賽者後來成為香港樂壇之中流砥柱，包括冠軍隊伍Beyond、達明一派的劉以達及太極樂隊的低音結他手盛旦華（POWERPAK），還有爵士樂手包以正。

## 比賽
比賽由1982年12月開始分多天進行，約有70隊樂隊參加，樂隊需要以原創作品參賽，當中只有10隊可以晉級進入決賽。
決賽在1983年3月6日在香港藝術中心壽臣劇院舉行。

## 比賽結果
比賽只設冠軍一個獎項。
- 冠軍（Best Group Award[1]）：腦部侵襲 BRAIN ATTACK（BEYOND：黃家駒、葉世榮）

## 曲目
1. BOSS NO GO GO（POWERPAK：David Ling）
2. WEAR N' TEAR（包以正）
3. 腦部侵襲 BRAIN ATTACK（BEYOND：黃家駒、葉世榮）
4. 中國女孩 CHINA GIRL（劉以達）
5. ICE IN THE FLAME（Ancient）
6. GANG BANG（POWERPAK：David Ling）
7. TAPESTRY（包以正）
8. 大廈 BUILDING（BEYOND：黃家駒、鄧煒謙、葉世榮）
9. 紅衛兵 RED ARMY（劉以達）
10. THE BODY N' THE FLESH（Ancient）

## 附註
1. 1 2 3 4  《我與BEYOND的日子》2010年 鄧煒謙著

## 外部連結
- Beyond - 腦部侵襲 （页面存档备份，存于）
- Beyond - 大廈 （页面存档备份，存于）